# Aglauropsis jarli
Aglauropsis jarli är en nässeldjursart som beskrevs av Paul Torben Lassenius Kramp 1955. Aglauropsis jarli ingår i släktet Aglauropsis och familjen Olindiasidae. Inga underarter finns listade i Catalogue of Life.